# Marquage Immunogold

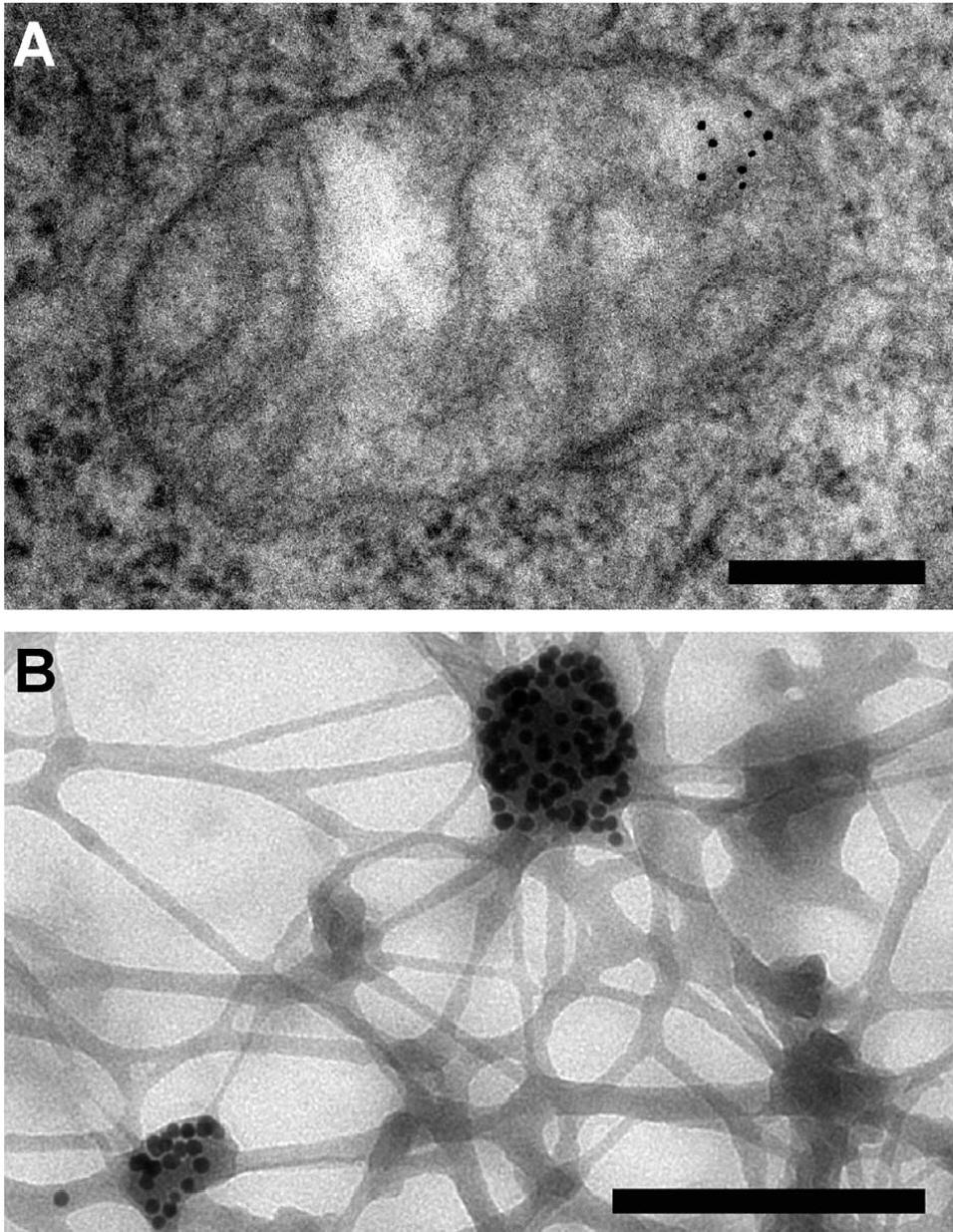
Deux images obtenues en utilisant la technique de marquage Immunogold et la microscopie électronique en transmission :
(A) Des particules d'or marquent de l'ADN mitochondrial
(B) De l'ADN mitochondrial marqué par des particules d'or après extraction.

Le marquage Immunogold est une technique d'immunomarquage en microscopie électronique en transmission. Elle est utilisée principalement pour la localisation d'antigènes ou encore pour la détection de polysaccharides dans les cellules des plantes,. 

## Histoire
Le marquage Immunogold a été utilisé pour première fois en microscopie électronique en transmission par Faulk et Taylor en 1971. Ce marquage a par exemple été très utile pour distinguer les protéines qu'on peut trouver en faibles densités tels que certains antigènes de surface cellulaire. C'est une technique qui a été de plus en plus sollicitée grâce à l'amélioration de la résolution de la microscopie électronique dans les années 1970.
En 1975, son efficacité est prouvée grâce à une expérience de Horisberger et ses collègues qui visualisent alors avec succès des nanoparticules d'or d'un diamètre inférieur à 30 nm.

## Technique
Anticorps couplés à des microsphères d’or colloïdale 
Identification des grains denses aux électrons correspondant aux électrons 
Utilisation possible de microsphere de diametre différent pour l’identification de plusieurs antigène dans la même coupe ultrafine